# Estação Komaki

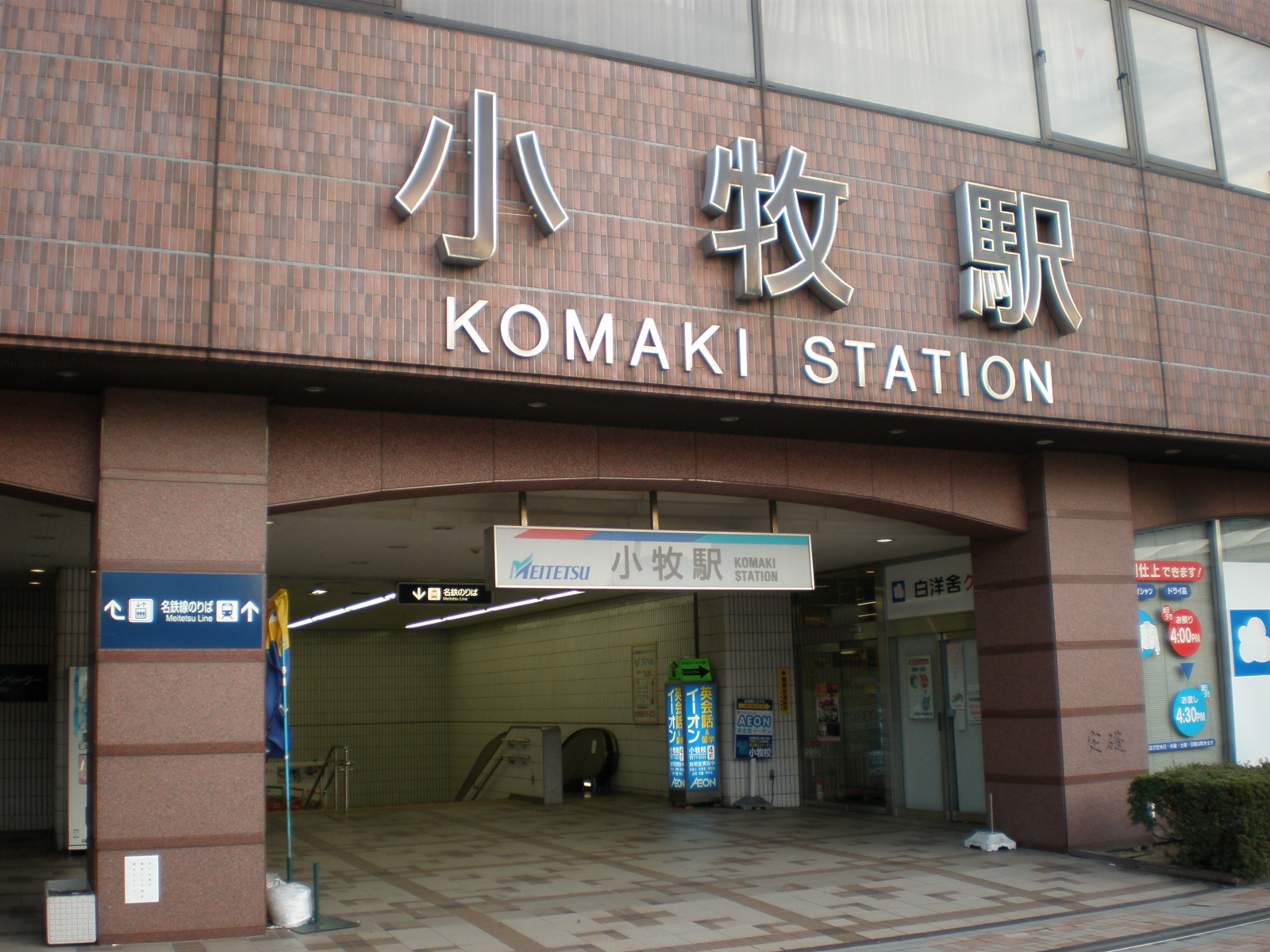
Saída oeste da estação Komaki

A Estação Komaki (小牧駅, Komaki-eki) é uma estação ferroviária japonesa localizada em Komaki, província de Aichi. É operada pela Meitetsu.
Foi inaugurada em 23 de setembro de 1920.

## Linhas
- Meitetsu
  - Linha Komaki

## Plataformas
- 1     ■   Linha Komaki   Para Inuyama

- 2     ■   Linha Komaki   Para Inuyama

            ■   Linha Komaki   Para Kami-Iida e Heian-dōri
- 3     ■   Linha Komaki   Para Kami-Iida e Heian-dōri

## Instalações ao redor da estação
- Biblioteca Central da Cidade de Komaki
- Correio de Komaki [ja]
- Lapio [ja]
- Hospital Municipal de Komaki [ja]
- Hospital Komaki Daiichi [ja]
- Escola Secundária da Província de Aichi Komaki [ja]
- Museu de Arte Menard [ja]
- Maxvalu [ja] loja Oeste da Estação Komaki